# Columbaaltaret
Columbaaltaret är en altartavla utförd med oljefärg av den flamländske konstnären Rogier van der Weyden. Den målades omkring 1455 och ingår sedan 1827 i samlingarna på Alte Pinakothek i München. Den benämns även Konungarnas tillbedjan efter motivet i mittpanelen.
Konstverket är en triptyk med tre bildfält som skildrar olika episoder ur Nya testamentets evangelier. Den vänstra panelen skildrar bebådelsen när ärkeängeln Gabriel meddelar Jungfru Maria om hennes havandeskap. Corpus avbildar Jesu födelse och konungarnas tillbedjan, till vänster den heliga familjen och till höger de tre vise männen. Den högra panelen skildrar Jesu frambärande i templet. Maria avbildas i de tre bilderna i en starkt lysande blå klädnad. 
Columabaltaret beställdes av Sankt Columbaskyrkan i Köln, förvärvades 1808 av konstsamlarna Sulpiz Boisserée och hans bror Melchior, införlivades i den kungliga bayerska samlingen 1827 och är idag utställd på Alte Pinakothek.